# Медаль Блакитної дивізії

Планка медалі.

Медаль «Хоробрості і пам'яті іспанської "Блакитної Дивізії "» (нім. Tapferkeits- und Erinnerungsmedaille der Spanischen «Blauen Division») — нагорода Третього Рейху, заснована 3 січня 1944 року.
Альтернативна назва — Пам'ятна медаль для іспанських добровольців у боротьбі з більшовизмом (нім. Erinnerungsmedaille für die Spanischen Freiwilligen im Kampf gegen den Bolschewismus).

## Опис
У Німеччині медаль виготовлялася підприємством Deschler & Sohn в Мюнхені. Стрічка схожа на стрічку Залізного хреста 2-класу, але з жовтою смугою посередині. Аверс — німецький шолом над двома щитами з символами Німеччини (імперський орел) і Іспанії (пучок стріл), під щитам зображений меч. Реверс — напис іспанською «Division Espanola De Voluntarios en Rusia» (укр. Іспанська добровольча дивізія в Росії), під яким зображені Залізний хрест і дубова та лаврова гілки.

## Умови нагородження
Медаллю нагороджувалися військовослужбовці іспанської Блакитної дивізії, які брали участь у німецько-радянській війні. В цілому було нагороджено близько 47 000 чоловік (в основному іспанці, але було ще кілька сотень португальців).